# Franz Karasek
Franz Karasek, né le 22 avril 1924 à Vienne et mort le 10 mars 1986 au même endroit, est un fonctionnaire, diplomate et homme politique conservateur autrichien. Il a notamment été député au Conseil national et Secrétaire général du Conseil de l'Europe.

## Biographie
Franz Karasek obtient son baccalauréat en 1942. Il étudie le droit international à Paris et à Vienne. Il y adhère à l'organisation estudiantine catholique KaV Norica Wien. Sa carrière professionnelle commence à la Chancellerie fédérale autrichienne, dans le département des affaires étrangères. Il est secrétaire des chanceliers Leopold Figl et Julius Raab. Il est ensuite conseiller d'ambassade à Paris (1956-1960) et à Moscou (1960-1964). En 1964, il devient directeur du cabinet de Josef Klaus, puis en 1966 chef de section au Ministère de l'environnement.
Franz Karasek adhère au Parti populaire autrichien en 1951 et collabore dans différentes organisations proches du parti. Il est président de la Commission de la culture et rapporteur général de la Commission politique de l'Assemblée parlementaire du Conseil de l'Europe. Il siège également au Conseil national, la chambre basse du parlement autrichien, du 31 mars 1970 au 2 octobre 1979. Il est ensuite Secrétaire général du Conseil de l'Europe de 1979 à 1984.